# Flora (Illinois)
Flora – miasto w Stanach Zjednoczonych, w stanie Illinois, w hrabstwie Clay.